# ソンヨット・スックマークアナン
ソンヨット・スックマークアナン（Songyos Sugmakanan,ทรงยศ สุขมากอนันต์）は、タイの映画監督、脚本家。 チュラロンコン大学の卒業生で構成された監督集団 365filmsの一員でもある。

## 経歴
1973年8月20日生まれ。チュラロンコン大学コミュニケーション芸術学部を映画と写真の専攻で卒業。卒業後は2年間をフリーランスの写真家として過ごしたのち、タイのドキュメンタリー番組「กระจกหกด้าน」(六面鏡)で3ヶ月ほど脚本家として働くが解雇される。その後、サンフランシスコで1年以上働くことを決心するが、知人から制作会社 PHENOMENA CO., LTD.の広告ディレクター Thanonchai Sornsrivichai のアシスタント職を紹介される。
長編映画デビュー作は「フェーンチャン ぼくの恋人」(2003、共同監督)、単独監督としての長編デビュー作は「Dorm」(2006)。自身が監督したヒット映画「夏休み ハートはドキドキ!」(2008)の原題"Hormones"を冠したナダオ・バンコク制作のTVドラマシリーズ「Hormones: The Series」(2013)の監督としても知られ、また正反対の作風を持つことから、ผู้กำกับโรคจิต(サイコパス監督)という愛称でも呼ばれている。
2009年9月にGTHの傘下企業であるナダオ・バンコクの設立にあたり社長に就任し、2022年6月のタレントマネジメントを含む事業の終了をアナウンスする際にも社長としてコメントしている。

## 作品

### 長編映画
- フェーンチャン ぼくの恋人 (2003) 共同監督
- Dorm (2006) 監督
- 夏休み ハートはドキドキ! (2008) 監督
- トップ・シークレット 味付のりの億万長者 (2011) 監督

### テレビドラマ
- Hormones:The Series (2013・第1シーズン) 監督
- Hormones:The Series (2014-2015・第2,3シーズン) プロデューサー
- I Hate You, I Love You (2016) プロデューサー、監督
- Project S The Series (2016) プロデューサー
- In Family We Trust (2018) プロデューサー、監督
- My Ambulance (2019) プロデューサー
- I Told Sunset About You (2020) プロデューサー
- I Promised You the Moon (2021) プロデューサー

### 出演
- Dear Dakanda (2005) チェンマイ大学の先輩
- あの店長 (THE MASTER) (2014)[6]